# Winterthur Warriors 2022
Questa voce raccoglie le informazioni riguardanti i Winterthur Warriors nelle competizioni ufficiali della stagione 2022.

## Lega Nazionale A 2022

### Stagione regolare
| Winterthur 26 marzo 2022, ore 18:00 1ª giornata | Winterthur Warriors | 6 – 34 referto | Bern Grizzlies | Sportpark Deutweg\| Arbitro: \| Birnbaum \| |
| Arbitro:                                        | Birnbaum            |                |                |                                             |

| Thun 10 aprile 2022, ore 14:30 3ª giornata | Thun Tigers | 35 – 20 referto | Winterthur Warriors | Stadion Lachen\| Arbitro: \| Strähl \| |
| Arbitro:                                   | Strähl      |                 |                     |                                        |

| Coira 18 aprile 2022, ore 14:30 4ª giornata | Calanda Broncos | 34 – 6 referto | Winterthur Warriors | Hallenbad Obere Au\| Arbitro: \| Fouillet \| |
| Arbitro:                                    | Fouillet        |                |                     |                                              |

| Winterthur 30 aprile 2022, ore 18:00 6ª giornata | Winterthur Warriors | 22 – 14 referto | Zürich Renegades | Sportpark Deutweg\| Arbitro: \| Waldburger \| |
| Arbitro:                                         | Waldburger          |                 |                  |                                               |

| Ginevra 8 maggio 2022, ore 14:30 7ª giornata | Geneva Seahawks | 21 – 7 referto | Winterthur Warriors | Centre Sportif de Vessy\| Arbitro: \| Schwarz \| |
| Arbitro:                                     | Schwarz         |                |                     |                                                  |

| Berna 22 maggio 2022, ore 14:30 8ª giornata | Bern Grizzlies | 69 – 7 referto | Winterthur Warriors | Stadio di atletica leggera Wankdorf\| Arbitro: \| Strähl \| |
| Arbitro:                                    | Strähl         |                |                     |                                                             |

| Zurigo 29 maggio 2022, ore 14:30 9ª giornata | Zürich Renegades | 12 – 38 referto | Winterthur Warriors | Utogrund\| Arbitro: \| Waldburger \| |
| Arbitro:                                     | Waldburger       |                 |                     |                                      |

| Winterthur 4 giugno 2022, ore 18:00 10ª giornata | Winterthur Warriors | 21 – 24 referto | Thun Tigers | Sportpark Deutweg\| Arbitro: \| Waldburger \| |
| Arbitro:                                         | Waldburger          |                 |             |                                               |

| Winterthur 11 giugno 2022, ore 18:00 11ª giornata | Winterthur Warriors | 13 – 21 referto | Gladiators Beider Basel | Sportpark Deutweg\| Arbitro: \| Birnbaum \| |
| Arbitro:                                          | Birnbaum            |                 |                         |                                             |

| Winterthur 18 giugno 2022, ore 18:00 12ª giornata | Winterthur Warriors | 27 – 28 referto | Calanda Broncos | Sportpark Deutweg\| Arbitro: \| Zwicker \| |
| Arbitro:                                          | Zwicker             |                 |                 |                                            |

## Statistiche di squadra
| Competizione      | %Vittorie | In casa | In casa | In casa | In casa | In casa | In casa | In trasferta | In trasferta | In trasferta | In trasferta | In trasferta | In trasferta | Totale | Totale | Totale | Totale | Totale | Totale |
| Competizione      | %Vittorie | G       | V       | N       | P       | Pf      | Ps      | G            | V            | N            | P            | Pf           | Ps           | G      | V      | N      | P      | Pf     | Ps     |
| ----------------- | --------- | ------- | ------- | ------- | ------- | ------- | ------- | ------------ | ------------ | ------------ | ------------ | ------------ | ------------ | ------ | ------ | ------ | ------ | ------ | ------ |
| Stagione regolare | .200      | 5       | 1       | 0       | 4       | 89      | 121     | 5            | 1            | 0            | 4            | 78           | 171          | 10     | 2      | 0      | 8      | 167    | 292    |
| Totale            | .200      | 5       | 1       | 0       | 4       | 89      | 121     | 5            | 1            | 0            | 4            | 78           | 171          | 10     | 2      | 0      | 8      | 167    | 292    |